# Сейсмічність Китаю
Сейсмічність Китаю — КНР характеризується вкрай підвищеною сейсмічністю.

## Загальна характеристика
Територія Китаю майже цілком знаходиться в межах східного закінчення Середземноморсько-Азійського сейсмічного поясу, сейсмічність якого пов'язана з системою блоків літосфери, обмежених зонами розломів (Сіньцзянський, Каракорумський, Алтинтазький, Ганьсуйський, Куньлунський і ін.). За характером сейсмічності територію Китаю можна розділити по 106° сх. д. на дві майже рівні частини. У західній частині зони землетрусів пов'язані з великими гірськими спорудами і розташовані вздовж південної околиці Китайського Тянь-Шаню, західного схилу Монгольського Алтаю, вздовж системи північних хребтів Куньлуня (Алтинтаг, Наньшань, Ціньлін), в Трансгімалаях і східній частині Гімалаїв, на схід та південний схід від Тибету в системі хребтів меридіанального напряму, аж до плато Куньмін).
Між високосейсмічними лінійними зонами тут розташовуються практично асейсмічні ділянки (наприклад, Таримська улоговина). Сейсмічна активність цих районів висока, сейсмічний режим регулярний і сильні землетруси (магнітуда понад 6) відбуваються часто, наприклад, понад 200 землетрусів за ХХ ст. на заході і понад 40 на сході.
На рівнинах сейсмічний режим нерегулярний, сейсмічна активність низька, епіцентри не утворюють чітко виражених лінійних зон, періоди активізації зміняються багатовіковими періодами затишшя. Нерідко сильні землетруси на території країни виникають несподівано в районах, які за тектонічними і геофізичними даними не віднесені до сейсмічно активних.

### Прогнозування землетрусів
З 70-х років ХХ ст. в Китаї активно розвивається прогнозування землетрусів. Сьогодні Китай, Японія і США займають провідні місця у світі з розв'язання цієї проблеми.
Згідно з дослідженням Пекінського агентства із землетрусів, оприлюдненим на початку квітня 2025 року у South China Morning Post, вчені прогнозують сильні землетруси, які можуть торкнутись Китаю та сусідніх регіонів Центральної та Південно-Східної Азії. Вивчення сейсмографічних даних за останні 150 років виявило циклічність активних фаз, що передують сильним землетрусам. Результати дослідження дозволяють формувати прогнози середньострокового рівня, однак точний час і масштаб землетрусів залишаються непередбачуваними.

## Землетруси у минулі століття
За останні 500 років майже половина (2,2 млн осіб) загального числа жертв землетрусів на Землі припадає на Китай.
Найбільш руйнівними в історії Китаю землетруси, пов'язані з другорядними тектонічними структурами, відбулися:
- в 1556 році в районі східного закінчення хребта Ціньлін (М=8,1; 830 000 жертв);
- в 1668 році в затоці Хайчжоу (М>9);
- в 1976 році в районі міста Таншань на схід від Пекіну (М=7,8, число жертв 242 419 чол.).

## Землетруси XXІ століття

### 2020
18 травня, в провінції Юньнань на південному заході Китаю стався помірний (за шкалою інтенсивності МSK-64) землетрус магнітудою 5,0 балів (за шкалою Ріхтера). Землетрус пошкодив 10 базових станцій зв'язку. Загинуло чотири людини, ще 24 — отримали травми.

### 2023
6 серпня, о 02:33 за місцевим часом, в повіті Пін'юань міста Тайчжоу у східній китайській провінції Шаньдун на глибині 10 км стався помірний (за шкалою інтенсивності МSK-64) землетрус магнітудою 5,5 балів (за шкалою Ріхтера). Згідно повідомлення CNN, внаслідок землетрусу 21 людина отримала поранення. За даними місцевої влади, в зоні землетрусу зруйновано 126 будівель, транспорт, зв'язок та електропостачання працюють нормально, витоків на нафто та газопроводах не виявлено. За даними China Railway Beijing Group Co., Ltd, було зупинено рух понад 20 поїздів з Пекіну, Тяньцзіня та Цанчжоу, а також близько 30 поїздів на швидкісній залізниці Шицзячжуан-Цзінань.
23 жовтня, о 03:20 за пекінським часом (22:20, 22 жовтня 2023 року за київським часом), в акваторії повіту Наньао міста Шаньтоу провінції Гуандун на півдні Китаю стався помірний (за шкалою інтенсивності МSK-64) землетрус магнітудою 5,0 балів (за шкалою Ріхтера). За даними Китайського центру моніторингу землетрусів (CENC), епіцентр підземних поштовхів перебував у точці з координатами 23,32 градуса північної широти та 117,39 градуса східної довготи, гіпоцентр залягав на глибині 10 км.
18 грудня, сильно помірний (за шкалою інтенсивності МSK-64) землетрус магнітудою 6,2 балів (за шкалою Ріхтера) стався близько півночі у провінції Ганьсу. За даними Геологічної служби США, глибина гіпоцентру складала 10 км. В провінції Ганьсу пошкоджені або зруйновані понад 155 тисяч будинків, також постраждала провінція Цинхай. Після землетрусу було зафіксовано дев'ять афтершоків магнітудою 3,0 балів і вище. За повідомленням влади Китаю, станом на 25 грудня 2023 року, кількість загиблих в результаті землетрусу досягла 149 осіб, ще майже тисяча осіб зазнали ушкоджень. Ще двоє, після тижневих пошуків, вважаються зниклими безвісти.

### 2024
23 січня, о 02:09 ночі (за пекінським часом), в прикордонному регіоні поруч з Киргизстаном, стався сильний (за шкалою інтенсивності МSK-64) землетрус магнітудою 7,1 балів (за шкалою Ріхтера). За повідомленням агентства Reuters, епіцентр підземних поштовхів знаходився у гірському прикордонному районі повіту Учтурфан на північному заході СУАР на глибині 22 км. Після землетрусу, станом на 8 годину ранку було зафіксовано ще 40 підземних поштовхів. За повідомленням китайських державних ЗМІ, відомо про декількох постраждалих і зруйновані будинки.
30 січня, близько 06:30 ранку за місцевим часом (00:30 за київським часом), у гірському регіоні Сіньцзян-Уйгурського автономного району на північному заході Китаю за 33 км від містечка Акчи, стався сильно помірний (за шкалою інтенсивності МSK-64) землетрус магнітудою 5,7 балів (за шкалою Ріхтера). За даними Китайського центру моніторингу землетрусів (CENC), епіцентр землетрусу залягав на глибині 10 км.
13 квітня, о 08:44:39 (за київським часом), в Китаї стався помірний (за шкалою інтенсивності МSK-64) землетрус магнітудою 5,5 балів (за шкалою Ріхтера). Джерело землетрусу знаходилося в західній частині Тибету на глибині 15 км.
20 травня, о 08:10:19 (за київським часом), у південній частині провінції Сіньцзян стався помірний (за шкалою інтенсивності МSK-64) землетрус магнітудою 5,5 балів (за шкалою Ріхтера). Згідно повідомлення Головного центру спеціального контролю ДКАУ гіпоцентр землетрусу знаходився на глибині 11 км.

### 2025
7 січня, о 09:05 CST (UTC+8), згідно даних Китайського центру моніторингу землетрусів (CENC), в Тибетському автономному районі стався сильно помірний (за шкалою інтенсивності МSK-64) землетрус магнітудою 6,8 балів (за шкалою Ріхтера). В свою чергу, Геологічна служба США повідомила, що землетрус мав магнітуду 7,1 балів (за шкалою Ріхтера). Джерело землетрусу знаходилося поблизу селища Цого округу Тінгрі з гіпоцентром на глибині близько 10-13 км. За повідомленням китайського державного інформаційного агентства «Сіньхуа», кількість жертв землетрусу зросла до 126 чоловік, постраждали — 337 осіб. Понад 3600 будівель зазнали пошкоджень.
8 січня, о 09:44:23 (за київським часом), в провінції Цинхай стався помірний (за шкалою інтенсивності МSK-64) землетрус магнітудою 5,4 балів (за шкалою Ріхтера). Згідно повідомлення Головного центру спеціального контролю ДКАУ, гіпоцентр землетрусу знаходився на глибині 10 км.
12 травня, о 00:11:22 (за київським часом), в західній частині Тибету (Китай) стався помірний (за шкалою інтенсивності МSK-64) землетрус магнітудою 5,6 балів (за шкалою Ріхтера). Згідно повідомлення Головного центру спеціального контролю ДКАУ, гіпоцентр землетрусу знаходився на глибині 16 км.